# Jean-Benoît Puech
Pour les personnes portant le même patronyme, voir Puech.
Œuvres principales
La Bibliothèque d'un amateur (1979)
Une biographie autorisée (2010) 
La Préparation du mariage  (2021)
Jean-Benoît Puech est un universitaire et écrivain français, né à Aurillac en 1947. Il vit à Orléans depuis 1951.

## Biographie

### L'universitaire
En 1982, Jean-Benoît Puech soutient une thèse en sociologie des arts et représentations à l'EHESS sur « la supposition d’auteur, ». Nommé  en 1984 chargé de recherche au CNRS (Cral), il demande en 1992 son détachement dans l'enseignement supérieur à l’université d'Orléans. Il y est membre du laboratoire Méta dirigé par William Marx. Il enseigne l'histoire de la critique et de la théorie littéraire. Après Journal d'apprentissage : Conversations avec Louis-René des Forêts, 1971-1991, il publie régulièrement dans des revues universitaires : Poétique, Critique, Modernités, Revue des sciences humaines, Cahiers Robinson, et il dirige des ouvrages avec Dominique Rabaté, Nathalie Lavialle, Geneviève Haroche. Il est membre du jury du prix de littérature André-Gide.

### L’écrivain
Son premier livre, La Bibliothèque d'un amateur (Gallimard, 1979), est dédié à Louis-René des Forêts dont l'influence, peu après mai 1968, dans les années 1970 et 1980, a été aussi déterminante pour lui que sa formation universitaire sous la direction de Gérard Genette. Ses livres suivants paraissent chez Fata Morgana, Champ Vallon et Farrago, sous son nom ou sous des pseudonymes. Parallèlement, il publie dans de nombreuses revues littéraires : Les Cahiers du chemin, La N.R.f., Le Promeneur, Recueil et Le Nouveau Recueil, La Revue littéraire… Son dernier roman, Le Dernier des Jordane, paraît chez P.O.L en 2024.
À l’exception de Voyage sentimental, où le romancier raconte son voyage en Suisse à la rencontre du père de sa compagne, un Russe blanc émigré,, de Louis-René des Forêts, roman, extraits d'un journal intime consacrés à l'auteur du Bavard, et de La Préparation au mariage, « souvenirs intimes de Clément Coupèges », tous les livres de Jean-Benoît Puech ont pour personnage principal un écrivain fictif, Benjamin Jordane (1947-1994). En collaboration avec d’autres éditeurs de son invention (Stefan Prager, Yves Savigny, Michel Lhéritier…), J.-B. Puech établit, annote et commente des écrits de Jordane : notes de lecture,, journal (sur Pierre-Alain Delancourt, son maître en littérature), nombreuses nouvelles,,, juvenilia, pièce de théâtre pour enfants, chapitres d’un roman inachevé, larges extraits de la correspondance sentimentale et littéraire. Dans ses derniers ouvrages, J.-B. Puech se consacre à la biographie de Jordane et à son iconographie. Avec la collaboration d'Yves Savigny, il écrit une vie de l'écrivain et organise une exposition intitulée Jordane et son temps. Il publie depuis lors un Bulletin de l'association des amis de Benjamin Jordane .
On a vu dans cette œuvre la poursuite, par la fiction, de la réflexion du chercheur en « sociologie des représentations » sur le personnage de l’Auteur et sur ses mythologies,. On y a vu aussi des pastiches de romans d’aventures, à la manière de Marcel Schwob, de Fernand Fleuret ou de Louis Chadourne. Plus récemment, on s’est intéressé chez J.-B. Puech à la peinture réaliste de deux familles françaises du siècle dernier, représentatives de mentalités et de milieux opposés, si bien qu’un même ensemble, reçu à l’origine comme relativement formaliste, est aujourd’hui reconsidéré pour son contenu psychologique et social.

## Œuvres
- La Bibliothèque d’un amateur, Gallimard, coll. « Le Chemin », 1979.
- Voyage sentimental (ill. Pierre Joubert), Fata Morgana, 1986.
- Du vivant de l’auteur, Champ Vallon, coll. « Recueil », 1990.
- Benjamin Jordane, L'Apprentissage du roman, Champ Vallon, coll. « Recueil », 1993.
- Benjamin Jordane, Toute ressemblance…, Champ Vallon, coll. « Recueil », 1995.
- Louis-René des Forêts, roman, Farrago, 2000.
- Voyage sentimental (ill. Pierre Joubert, deuxième version), Farrago / Léo Scheer, 2002.
- Présence de Jordane, Champ Vallon, coll. « Recueil », 2002.
- Jordane revisité, Champ Vallon, coll. « Recueil », 2004.
- Benjamin Jordane, une vie littéraire (ill. Pierre Le-Tan), Champ Vallon, coll. « Détours / Cahiers Benjamin Jordane » (no 1), 2008 (dir., avec Yves Savigny).
- Yves Savigny, Une biographie autorisée, P.O.L, 2010[30].
- Jordane intime (dir., avec Yves Savigny, catalogue de l'exposition présentée à l'issue du colloque « Présence de Jean-Benoît Puech »), Paris, éditions Orchampt, 2012 (ISBN 978-2-9541069-0-8).
- Le Roman d'un lecteur (frontispice Pierre Le-Tan), P.O.L, 2013.
- Fonds de miroirs suivi de Maurice Blanchot tel que je l'ai connu, Champ Vallon, 2015.
- Orléans de ma jeunesse (ill. François Souvay), Le Guépin, 2015.
- Jordane et son temps (1947-1994) : Catalogue de l'exposition de la bibliothèque de l'université de Bourgogne (ill. Pierre Le-Tan et Diane de Bournazel, notices de Jean-Benoît Puech et Yves Savigny), Paris, P.O.L, 2017, 220 p. (ISBN 978-2-8180-4234-2).
- Une adolescence en Touraine (ill. François Souvay), Le Guépin, 2017.
- Hors commerce, Fata Morgana, 2017.
- Moonfleet 1947, Fata Morgana, 2019.
- Benjamin Jordane (édition de Stéphane Prager et Jean-Benoît Puech), La Mission Coupelle, Fata Morgana, 2020, 56 p. (ISBN 978-2-37792-061-7).
- La Préparation du mariage, Paris, P.O.L, 2021, 512 p. (ISBN 978-2-8180-5229-7).
- Cinq matinées du Jordane Club, Paris, Fata Morgana, 2022, 240 p. (ISBN 978-2-37792-109-6).
- Démentis, Droue-sur-Drouette, Éditions La Pionnière, 2022, 48 p. (ISBN 978-2-902233-23-6)
- Fonds de miroirs, t. 2, Champ Vallon, 2023, 272 p. (ISBN 979-10-267-1133-9).
- Conte d'hiver, Droue-sur-Drouette, Éditions La Pionnière, 2023 (ISBN 978-2-902233-32-8)
- Benjamin Jordane et Jean-Benoît Puech (éd.), Atlantis Terrace, suivi de Atlantide disparue, par José Fortera, Fata Morgana, 2024, 80 p. (ISBN 978-2-37792-169-0).
- Le Dernier des Jordane, Paris, P.O.L, 2024 (ISBN 978-2-8180-6213-5).
- Benjamin Jordane, une conférence, Droue-sur-Drouette, Éditions La Pionnière, 2025